# Arts-assistent
Een arts-assistent is in de Nederlandse en Belgische gezondheidszorg iemand die na afronding van een studie geneeskunde werkzaam is als arts, maar (nog) geen medisch specialist is.
Hij of zij is wel basisarts en is volledig bevoegd voor het uitvoeren van medische handelingen, maar werkt veelal onder de eindverantwoordelijkheid van een specialist. Deze hoeft echter niet bij de dagelijkse patiëntcontacten van de arts-assistent aanwezig te zijn.
Arts-assistenten kunnen worden onderverdeeld in:
- Arts in opleiding tot specialist (AIOS)
- Arts niet in opleiding tot specialist (ANIOS)

De naam kan soms verwarring geven met de term coassistent; dat is een gevorderde geneeskundestudent die nog geen arts is. Ook is verwarring mogelijk met de physician assistant en de doktersassistent, beide evenmin arts.

## Noot
1. ↑  Frank Bosch, Yvo Smulders en Aart Hendriks, Weg met al die verwarrende functienamen, Medisch Contact 20 februari 2019. Gearchiveerd op 25 januari 2021.